# Los Penitentes

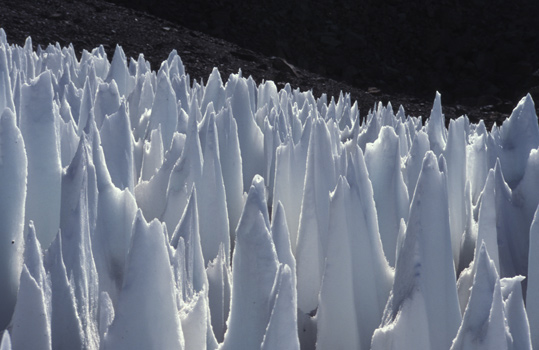
Las curiosas formaciones del campo de Los Penitentes.

Los Penitentes es una localidad y centro de esquí en el Departamento Las Heras de la provincia de Mendoza, Argentina, a 170 km de la capital provincial, sobre la Ruta Nacional 7. Los Penitentes se encuentra a 25 km del límite internacional entre Argentina y Chile.
La localidad está ubicada a solo 25 km del Aconcagua, el pico más alto del continente americano, con 6.960 m s. n. m. Su calidad de nieve y el paisaje de sus formaciones rocosas aparentan una peregrinación de monjes.
Los Penitentes posee más de 300 ha de superficie esquiable, cubierta en invierno por una inmejorable nieve en polvo, seca y compacta.

## Toponimia
El nombre deriva de los riscos que asemejan monjes en actitud de rezos y súplicas.

## Geografía
Su altura máxima es de 3194 metros sobre el nivel del mar y el desnivel esquiable en sus pistas es de 614 metros. Cuenta con 8 medios de elevación y 28 pistas de distintas longitudes y desniveles para esquiadores principiantes, avanzados y expertos. Los entusiastas del esquí extremo pueden practicar heli-ski en sectores fuera de pista, a 3.000 metros de altura.
- Altitud (base): 2.581m s. n. m.
- Altitud (lomo): 2.887 m s. n. m.
- Altitud (cumbre): 3.194 m s. n. m.
- Localización = 32°50′23.66″S 69°50′28.84″O / -32.8399056, -69.8413444.

### Clima
La temperatura promedio en la temporada es de 1 °C, con variaciones de entre -4 °C y 7 °C. El clima es seco y soleado la mayoría de los días.

### Sismicidad
La sismicidad del área de Cuyo (centro oeste de Argentina) es frecuente y de intensidad baja, y un silencio sísmico de terremotos medios a graves cada 20 años.
Sismo de 1861aunque dicha actividad geológica catastrófica, ocurre desde épocas prehistóricas, el terremoto del 20 de marzo de 1861 (164 años) señaló un hito importante dentro de la historia de eventos sísmicos argentinos ya que fue el más fuerte registrado y documentado en el país. A partir del mismo la política de los sucesivos gobiernos mendocinos y municipales han ido extremando cuidados y restringiendo los códigos de construcción. Y con el terremoto de San Juan de 1944 del 15 de enero de 1944 (81 años) los gobiernos tomaron estado de la enorme gravedad sísmica de la región.
Sismo del sur de Mendoza de 1929muy grave, y al no haber desarrollado ninguna medida preventiva, mató a 30 habitantes
Sismo de 1985fue otro episodio grave, de 9 s de duración, derrumbando el viejo Hospital del Carmen de Godoy Cruz.

## Historia

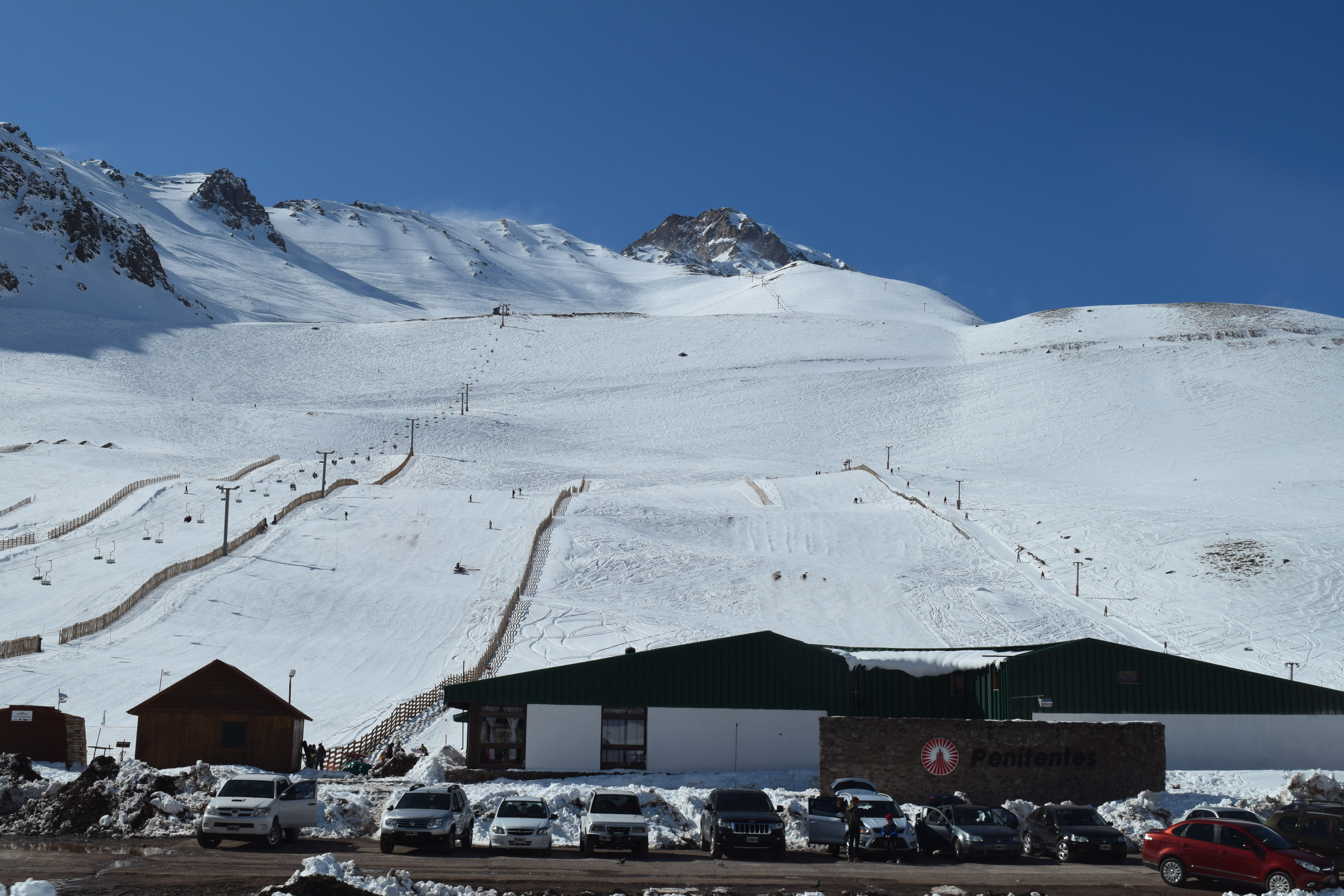
La infraestructura del centro de esquí.

Los Penitentes fue inaugurado en 1979, en una zona esquiable de la localidad que le da el nombre, dotada de una superficie apta para las actividades de nieve, con 614 metros de pistas. El lugar desarrolló una buena infraestructura de hospedaje, con una capacidad de 1.950 plazas entre hoteles, hostels, hosterías y departamentos, la mayoría ubicados al pie de las pistas, lo que permitía salir y llegar esquiando.
Según los fundamentos del proyecto de expropiación, la solicitud se basa en la sentencia dictada por la Suprema Corte de Justicia provincial, que rechazó una demanda interpuesta por la concesionaria Los Penitentes Centro de Esquí. El tribunal confirmó la constitucionalidad del Decreto 217/18, que rechazaba el pedido de prórroga de la concesión de uso y explotación del inmueble fiscal.
Tras la sanción de la ley respectiva, el titular de la Comisión de Legislación y Asuntos Constitucionales de la Cámara Baja, Jorge Albarracín expresó a la agencia Télam que “es necesario poner en valor un proyecto integral, que no son solamente algunos inmuebles, sino la traza, nuevos edificios, y medios de elevación, entre otros», y advirtió que «es un tema de mucho interés turístico».
El legislador consideró «lamentable que Penitentes, que fue un centro de esquí emblemático, hoy prácticamente esté en un nivel de deterioro muy alto». Albarracín dijo que es necesaria la expropiación, para iniciar un nuevo proceso de licitación, porque es «un acto administrativo para regularizar cuatro años de prórroga fáctica».

## Actividades
Tanto esquiadores principiantes como expertos pueden disfrutar de igual modo durante la temporada, que va desde mediados de junio hasta fines de agosto. Se puede hacer esquí, snowboard y heli-esquí. Se ofrece una variedad de servicios al visitante, tales como escuela de esquí, centro de compras, restaurantes, hosterías, hoteles, jardín de niños y disco.